# Quelli che ... Orgia Cartoon
Quelli che ... Orgia Cartoon è il settimo album in studio del gruppo musicale italiano Gem Boy, pubblicato il 13 aprile 2018. Inizialmente distribuito solo in formato digitale, successivamente anche su CD.

## Tracce
1. Il 2 Aprile
2. Usato sicuro (feat. Pietro Ubaldi)
3. Uno strapon alla regola
4. W le pompe
5. Vegana (feat. Giorgia Vecchini)
6. La poesia
7. Figona
8. I Ken
9. Durissimo
10. La sequenza
11. Volevo dirti ... Sanchez
12. Fidanzato perfetto (feat. Maurizio Merluzzo)

## Formazione
- Carlo Sagradini - voce
- Max Vicinelli "Max" - tastiera
- Matteo Monti "Matteo" - batteria
- Andrea Tavarelli "Andrea" - basso
- Alessandro Ronconi "J.J. Muscolo" - chitarra
- Michele Romagnoli "Sdrushi" - fonico, mixer

Al disco hanno partecipato anche Pietro Ubaldi, Giorgia Vecchini, Paolo Ruffini, Maurizio Merluzzo e numerosi fans che hanno inviato i loro intermezzi che sono stati selezionati e pubblicati tra una canzone e l'altra.